# 中科生物
中科生物控股有限公司，簡稱中科生物控股，以及中科生物（英語：China Environmental Technology and Bioenergy Holdings Limited，港交所：1237），於1995年由吳冬平為首的「漳平市佳家防腐木材製品有限公司」和日資「井澤株式會社」於漳平合組成立，名為「福建省漳平木村林產有限公司」。
主席和行政總裁為吳哲彥，也就是2011年接手經營。總部位於中國福建省漳平市富山工業區。前身為「美麗家園控股有限公司」。
業務在中國內地經營研發、設計、生產及銷售休閒各類休閒木製品。
該公司股份在2012年7月6日於港交所主板上市。招股價1.15港元，全球發售為1.8億股，集資額為2.07億港元。

## 連結
- merrygardenholdings.com（页面存档备份，存于）